# Charles Louis Constant Pauquy
Charles Louis Constant Pauquy est un médecin et un botaniste français né le 27 septembre 1800 à Amiens où il est mort le 11 février 1854.

## Biographie
Fils du pharmacien qui exerçait rue St leu, il s'occupa d'abord d'études pharmaceutiques à l'école de pharmacie de Paris, et y obtint, en 1821, le premier prix de botanique, branche de science dont il avait déjà suivi avec succès le cours à Amiens, ainsi qu'en même temps un accessit de chimie.
Mais il abandonne la pharmacie pour la médecine et obtient son titre de docteur en médecine en 1825 avec une thèse sur la belladone: De la belladone, considérée sous ses rapports botanique, chimique, pharmaceutique, pharmacologique et thérapeutique, etc.
Il fait paraître en 1831, une Statistique botanique ou flore du département de la Somme et des environs de Paris... (réédité en 1834). Cet ouvrage renferme la description des plantes phanérogames qui croissent spontanément dans le département que l'auteur paraît avoir parcouru dans toute son étendue. La méthode analytique qu'il a adoptée conduisant aux familles, aux genres et aux espèces rend on ne saurait plus facile le travail à ceux qui veulent connaître les plantes du pays. Si l'on remarque dans cet ouvrage quelques négligeuces et quelques légères imperfections, on peut dire que les caractères distinrtifs y sont généralement bien saisis et que les familles les plus difficiles, les carex et les graminées y ont été l'objet d'une étude particulière et ne laissent presque rien à désirer.
Cette  flore  répondait  au  désir exprimé par  de  Candolle de voir se multiplier  les flores locales, regrettant  qu'à son époque il n'y ait que peu de  régions  explorées à ce point de vue.
La flore de Pauquy comblait une lacune pour la région picarde et, dans sa préface, il  citait  les noms  de  confrères  qui avaient collaboré  à  son  œuvre  et  qui méritent  d'être  rappelés :  Besse, pharmacien  à Montdidier;  Poullain, pharmacien  à Abbeville;  Dovergne, pharmacien  à Hesdin. 
Pauquy a publié en outre une Histoire Naturelle générale des insectes carabiques des environs d'Amiens, un Exposé de quelques modifications apportées à la méthode naturelle de Jussieu et de nombreuses notes dans les bulletins des sociétés savantes auxquelles il appartenait. 
Atteint dès l'enfance d'une affection du cœur, aggravée par l'exercice d'une profession absorbante à laquelle il se dévouait journellement, menant de front ses études de botanique, après trente années de travail  assidu, il s'éteignait prématurément à 54 ans.

## Source
- André Charpin et Gérard-Guy Aymonin (2004), Bibliographie sélective des Flores de France. V. Notices biographiques sur les auteurs cités : P-Z et compléments. Le Journal de Botanique de la Société botanique de France, 27 : 47-87.
- Pancier F. L'enseignement de la pharmacie en province et plus particulièrement à Amiens au début du XIXe siècle. In: Revue d'histoire de la pharmacie, 23e année, N. 90, 1935. p. 57-77.
- Biographie des hommes célèbres, des savants, des artistes et des littérateurs... du département de la Somme, Éditeur	Imp. R. Machart, 1835, Original provenant de la Bibliothèque municipale de Lyon (Bibliothèque jésuite des Fontaines)